# Jonas Aspman
Per Jonas Aspman (* 2. Juli 1973 in Leksand) ist ein ehemaliger schwedischer Snowboarder.

## Werdegang
Aspman, der für den Leksands SBK startete, fuhr zu Beginn der Saison 1996/97 in Tignes erstmals im Snowboard-Weltcup der FIS und belegte dabei den 75. Platz im Riesenslalom und den 51. Rang im Parallelslalom. Bei den Snowboard-Weltmeisterschaften 1997 in Innichen kam er auf den 39. Platz im Parallelslalom sowie auf den 30. Rang im Slalom. In der Saison 1997/98 erreichte er seine erste Top-Zehn-Platzierungen im Weltcup sowie mit Platz drei im Snowboardcross in Tandådalen seine erste Podestplatzierung und zum Saisonende den vierten Platz im Snowboardcross-Weltcup. Bei den Snowboard-Weltmeisterschaften 1999 in Berchtesgaden nahm er an vier Wettbewerben teil. Seine beste Platzierung dabei war der 21. Platz im Riesenslalom. In der Saison 1999/2000 errang er mit drei Top-Zehn-Ergebnissen den 12. Platz im Snowboardcross-Weltcup und in der Saison 2000/01 mit sechs Top-Zehn-Ergebnissen, darunter Platz drei im Snowboardcross in Morzine den achten Platz im Snowboardcross-Weltcup sowie den 19. Platz im Gesamtweltcup. Bei den Snowboard-Weltmeisterschaften 2001 in Madonna di Campiglio fuhr er auf den 45. Platz im Parallelslalom, auf den 19. Rang im Riesenslalom und auf den 14. Platz im Snowboardcross. Bei seiner einzigen Olympiateilnahme im Februar 2002 in Salt Lake City errang er den 28. Platz im Parallel-Riesenslalom. Bei den Snowboard-Weltmeisterschaften 2003 am Kreischberg belegte er den 35. Platz im Parallelslalom, den 21. Rang im Parallel-Riesenslalom und den 15. Platz im Snowboardcross. In seiner letzten aktiven Saison 2004/05 kam er bei den Snowboard-Weltmeisterschaften 2005 in Whistler auf den 42. Platz im Parallel-Riesenslalom sowie auf den 40. Rang im Parallelslalom und bei seinem 147. und damit letzten Weltcup in Tandådalen auf den 30. Platz im Parallel-Riesenslalom.

## Teilnahmen an Weltmeisterschaften und Olympischen Winterspielen

### Olympische Winterspiele
- 2002 Salt Lake City: 28. Platz Parallel-Riesenslalom

### Snowboard-Weltmeisterschaften
- 1997 Innichen: 30. Platz Slalom, 39. Platz Parallelslalom
- 1999 Berchtesgaden: 21. Platz Riesenslalom, 23. Platz Snowboardcross, 75. Platz Parallelslalom, 82. Platz Parallel-Riesenslalom
- 2001 Madonna di Campiglio: 14. Platz Snowboardcross, 19. Platz Riesenslalom, 45. Platz Parallelslalom
- 2003 Kreischberg: 15. Platz Snowboardcross, 21. Platz Parallel-Riesenslalom, 35. Platz Parallelslalom
- 2005 Whistler: 40. Platz Parallelslalom, 42. Platz Parallel-Riesenslalom

## Weltcup-Gesamtplatzierungen
| Saison    | Gesamt | Gesamt | Snowboardcross | Snowboardcross | Parallel | Parallel | Parallel-Riesenslalom | Parallel-Riesenslalom | Parallelslalom | Parallelslalom |
| Saison    | Punkte | Platz  | Punkte         | Platz          | Punkte   | Platz    | Punkte                | Platz                 | Punkte         | Platz          |
| --------- | ------ | ------ | -------------- | -------------- | -------- | -------- | --------------------- | --------------------- | -------------- | -------------- |
| 1996/97   | 32     | 127.   | 132            | 60.            | -        | -        | -                     | -                     | -              | -              |
| 1997/98   | 350    | 21.    | 860            | 4.             | -        | -        | -                     | -                     | -              | -              |
| 1998/99   | 221    | 50.    | 560            | 14.            | -        | -        | -                     | -                     | -              | -              |
| 1999/2000 | 208    | 47.    | 1590           | 12.            | 317      | 40.      | 317                   | 40.                   | -              | -              |
| 2000/01   | 436    | 19.    | 2120           | 8.             | -        | -        | -                     | -                     | 487            | 47.            |
| 2001/02   | -      | -      | 538            | 30.            | 92       | 42.      | 1255                  | 27.                   | 206            | 38.            |
| 2002/03   | -      | -      | 676            | 36.            | 676      | 36.      | -                     | -                     | -              | -              |
| 2003/04   | -      | -      | 288            | 44.            | 288      | 44.      | -                     | -                     | -              | -              |
| 2004/05   | -      | -      | 191            | 47.            | 191      | 47.      | -                     | -                     | -              | -              |